# إصابة معنوية

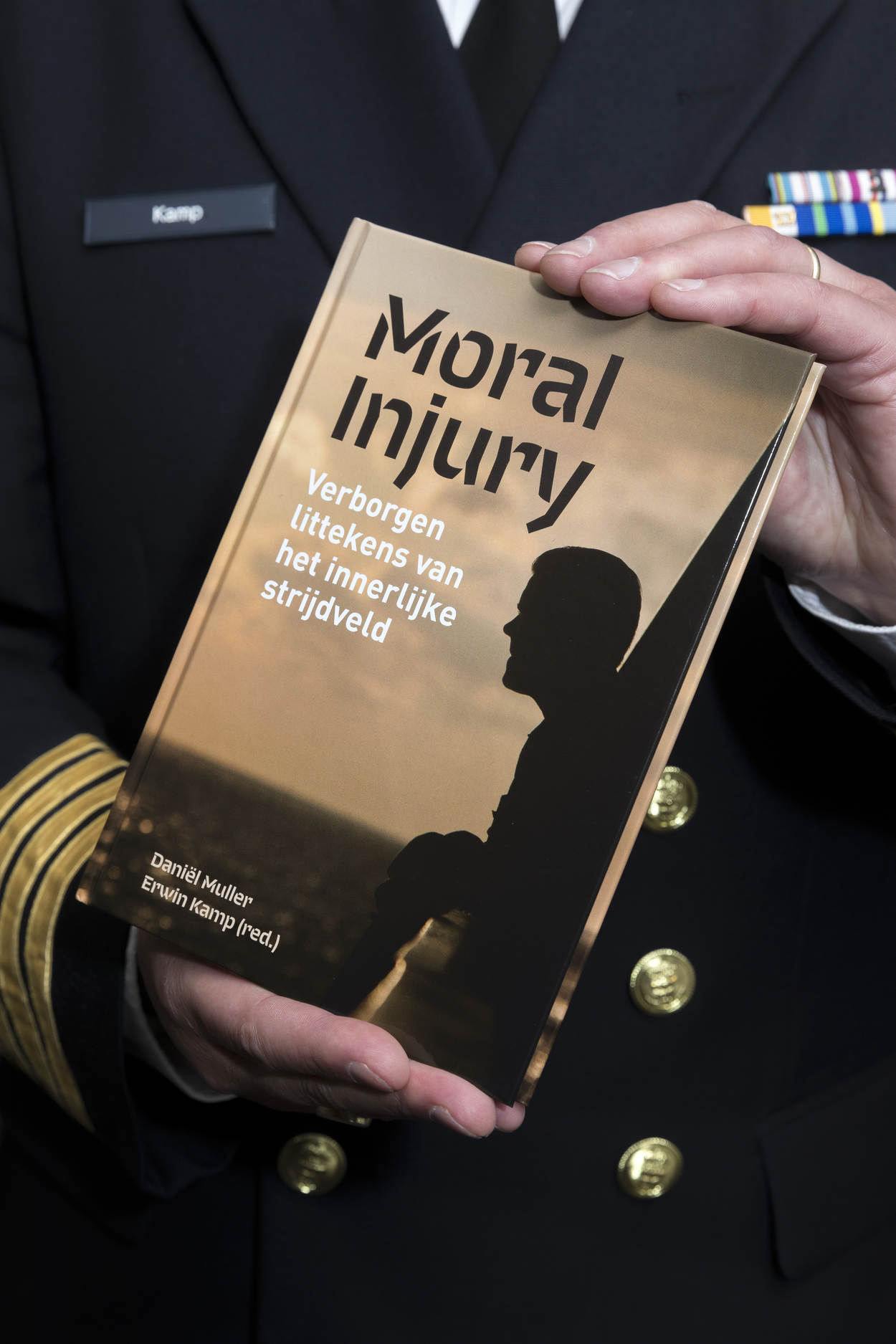
الضرر المعنوي

تشير الإصابة المعنوية إلى تعرض الفرد لخلل في ضميره وقيمه الأخلاقية الناتج عن أحد الانتهاكات الأخلاقية الواضحة، مما ينتج عنه شعورًا بذنب عاطفي شديد وعار، وفي بعض الحالات أيضًا شعورًا بالخيانة، والغضب و«الارتباك الأخلاقي» العميق. يؤكد مفهوم الضرر المعنوي على الجوانب النفسية والاجتماعية والثقافية والروحية للصدمة. المرض النفسي الواضح أوالإصابة الأخلاقية هي استجابة إنسانية طبيعية لحدث صادم غير طبيعي، ويستخدم هذا المفهوم حاليًا في الأدب الذي يهتم بالصحة العقلية للجنود العسكريين الذين شهدوا أو ارتكبوا قتالاً انتهك معتقداتهم وتوقعاتهم الأخلاقية الراسخة. يتعرض الجنود المحاربين الذين تعرضوا للاعتداء، وأيضًا الذين مروا بظروف أخرى غير القتال لإصابات معنوية، وقد تشمل الإصابات في تلك الحالات شعورًا بالخيانة والغضب، على سبيل المثال يذهب المرء إلى الحرب وفي اعتقاده أن الغرض منها هو القضاء على أسلحة الدمار الشامل، ولكن عند اكتشافه خلاف ذلك، يتعرض الجندي في الغالب لإصابة معنوية. أولئك الذين رأوا الموت وعانوا من الفوضى والدمار والعنف وتدمرت وجهة نظرهم حول العالم - قدسية الحياة والأمن والحب والصحة والسلام وغير ذلك - يمكن أيضًا أن يتعرضوا لإصابة معنوية. من الممكن أن تحدث هذه الإصابة أيضًا في المجال الطبي بين الأطباء وغيرهم من مقدمي الرعاية في حالات الطوارئ أو المستجيب الأول الذين ينخرطوا في بيئات عمل ذات تأثير مؤلم يمكنها أن تؤثر على صحتهم العقلية ورفاهيتهم.